# Architis turvo
Architis turvo är en spindelart som beskrevs av Santos 2007. Architis turvo ingår i släktet Architis och familjen vårdnätsspindlar. Inga underarter finns listade i Catalogue of Life.